# Большой Телек
Большой Телек — село  в Идринском районе Красноярского края, административный центр и единственный населенный пункт  Большетелекского сельсовета.

## География
Находится  примерно в 7 километрах по прямой на юг-юго-запад от районного центра села Идринское.

## Климат
Климат резко - континентальный с холодной зимой и жарким летом, суровый, с большими годовыми и суточными амплитудами температуры. Максимальная высота снежного покрова 46 см. Среднемесячная температура января -21,1 ºС, июля +18,4 ºС. Продолжительность безморозного периода составляет 100 дней. Средняя дата последнего заморозка – 29 мая, первого заморозка – 7 сентября. Вегетационный период (с температурами выше +5ºС) длится 157 дней. Годовая сумма осадков составляет 387 мм, причем большая ее часть выпадает в теплый период года (81 % от годовой суммы).

## История
Село основано в 1776 году переселенцами из Пензенской и Нижегородской губерний. В 1850г. в насчитывалось 160 жителей, в 1911 - 768. В советское время работал колхоз «Большевик», существовавший до 90-х годов, правопреемник ныне ЗАО «Телекское».

## Население
Постоянное население составляло 550 человек в 2002 году (95% русские),  451 в 2010.